# Binghamton Devils
Binghamton Devils byl profesionální americký klub ledního hokeje, který sídlil v Binghamtonu ve státě New York. Do AHL vstoupil v ročníku 2017/18 a hrál v Severní divizi v rámci Východní konference. Své domácí zápasy odehrával v hale Floyd L. Maines Veterans Memorial Arena s kapacitou 4 710 diváků. Klubové barvy byly červená, černá a bílá.
Klub byl založen v roce 2017 a byl záložním celkem týmu NHL New Jersey Devils. Klub v AHL nahradil Albany Devils a současně v aréně tým AHL Binghamton Senators.
Premiéru v lize si klub odbyl 7. října 2017 na svém ledě proti Bridgeport Sound Tigers (2:1), utkání bylo vyprodané.
Od sezóny 2021/22 byl nahrazen týmem Utica Comets.

## Exil v sezoně 2020/21
Kvůli pandemii koronaviru odehraje celek sezonu 2020/21 v Newarku ve státě New Jersey.

## Umístění v jednotlivých sezonách
Stručný přehled
Zdroj:
- 2017– 2021: American Hockey League (Severní divize)

Jednotlivé ročníky
Zdroj:
Legenda: Z – zápasy, V – výhry, P – porážky, PP – porážky v prodloužení či na samostatné nájezdy, VG – vstřelené góly, OG – obdržené góly, B – body
| USA / Kanada (2017 – ) |                      |        |    |    |    |    |     |     |    |        |
| Sezóny                 | Liga                 | Úroveň | Z  | V  | PP | P  | VG  | OG  | B  | Pozice |
| 2017/18                | AHL (Severní divize) | 2      | 76 | 25 | 13 | 38 | 193 | 247 | 63 | 5.     |
| 2018/19                | AHL (Severní divize) | 2      | 76 | 28 | 7  | 41 | 201 | 278 | 63 | 8.     |
| 2019/20                | AHL (Severní divize) | 2      | 62 | 34 | 4  | 24 | 189 | 182 | 72 | 4.     |
| 2020/21                | AHL (Severní divize) |        | 35 | 7  | 7  | 20 | 89  | 127 | 22 | 7.     |

### Play off
bez účasti (sezona 2019/20 nedohrána kvůli pandemii koronaviru)

## Klubové rekordy

### Za sezonu
Góly: 31, Nick Lappin (2017/18)
Asistence: 35, Jacob MacDonald (2017/18)
Body: 55, Jacob MacDonald (2017/18)
Trestné minuty: 154, Brandon Baddock (2018/19)
Čistá konta: 2, Ken Appleby, Mackenzie Blackwood (oba 2017/18) a Zane McIntyre (2019/20)
Vychytaná vítězství: 17, Gilles Senn (2019/20)
Odehraná utkání: 75, Jacob MacDonald (2017/18)

### Celkové
Góly: 50, Nick Lappin
Asistence: 46, Brett Seney
Body: 87, Nick Lappin
Trestné minuty: 377, Brandon Baddock
Čistá konta: 3, Mackenzie Blackwood
Vychytaná vítězství: 17, Gilles Senn
Odehrané zápasy: 188, Nathan Bastian